# Абастумані (Зугдідський муніципалітет)
Абастумані (груз. აბასთუმანი) — село в Зугдідському муніципалітеті, край Самегрело-Земо Сванеті, Грузія. Розташоване на лівому березі річки Джума, на висоті 100 метрів. Село розташована за 15 км від столиці краю — міста Зугдіді. За даними перепису 2014 року в селі проживало 920 людини. Населення краю сповідує православ'я і є прихожанами Зугдідської і Цаїшської єпархії Грузинської Православної Церкви.

## Відомі уродженці
- Букія Акакій Костянтинович — Герой Радянського Союзу.